# Michel David (journaliste)
Pour les articles homonymes, voir David et Michel David.
Michel David (né en 1951) est un journaliste québécois. Il exerce son métier depuis 1978 et est actuellement chroniqueur pour Le Devoir, où il propose à son lectorat des chroniques sur la politique québécoise. Il y a notamment institué un bulletin parlementaire où il note les personnalités politiques. Reconnu pour son franc-parler, Michel David se dissocie complètement de la ligne éditoriale du journal.

## Biographie
Correspondant à l'Assemblée nationale du Québec pour Le Soleil de 1980 à 1991, il devient président de la tribune journalistique à la fin des années 1980.
Pendant les années 1990, il publie une chronique politique pour The Gazette et Le Soleil.

## Publication
- André-Philippe Côté et Michel David, Les années Bouchard, Sillery, Septentrion, 2001, 166 p. (ISBN 2894481888).